# Мекленбург
Мекленбург (ниснем. Mekelnborg) је регион на северу Немачке. Мекленбург се вековима развијао као посебна држава са својственом културом и историјом. Данас представља западни и већи део покрајине Мекленбург-Западна Померанија. 

## Географија
Мекленбург има површину од 15.721 km². На западу се граничи са покрајином Шлезвиг-Холштајн и Доња Саксонија, на југу са Бранденбургом, док је на истоку и делимично на северу Западна Померанија. Природне границе чине на северу Мекленбуршки залив Балтика, Либечки залив и река Траве на западу. На југозападу је река Елба, док су на истоку 3 реке: Рекниц, Требел и Пене. 
Област се већим делом састоји од равница. Карактеристичне су морене и језера (Мириц, Шверинско језеро). Највише узвишење је на 179 m. 

## Име и историја
Име Мекленбург потиче од имена замка Микиленбург („велики замак“), који се налази између Шверина и Визмара. У њему је био древни дом владарске династије Мекленбург. 
Крајем античког доба овде су живела германска племена (Руги, Вандали, Варини, Свеви) која су се касније одселила. О присуству Словена од 5. до 7. века (племе Бодрићи) сведоче многи топоними на овом подручју. Саксонци су заузели Мекленбург у 12. веку и христијанизовали становништво. Од 10. века трајала је миграција Немаца према крајевима на истоку, укључујући Мекленбург, а врхунац је достигла у 14. веку. Године 1621. територија је подељена на војводства Мекленбург-Шверин и Мекленбург-Гиштров. Лоза владара Гиштров је изумрла 1701, тако да је њивова земља подељена између породице Мекленбург-Шверин и нове владарске породице Мекленбург-Штрелиц. Ова војводства су 1815. добила статус великих војводстава, али су и потпала под заштиту Пруске. Власт војвода је окончана 1918. Од 1918. до 1933. војводства су била слободне државе унутар Вајмарске Републике.

## Становништво
Највећи градови Мекленбурга су Росток, Шверин, Нојбранденбург и Визмар. Ово је ретко насељена регија. Главне привредне активности су пољопривреда и туризам. 